# Cảng Rotterdam

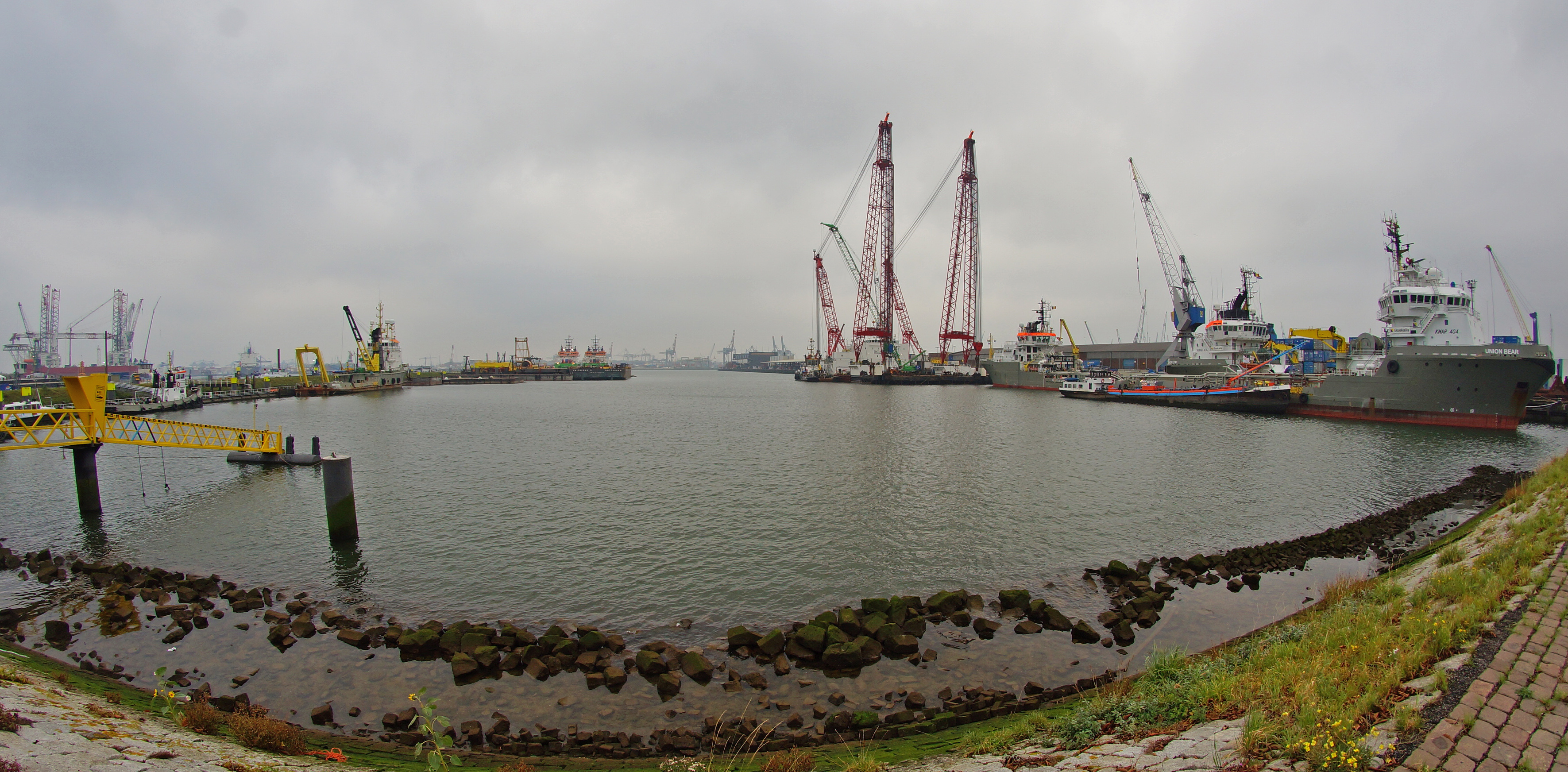
Waalhaven

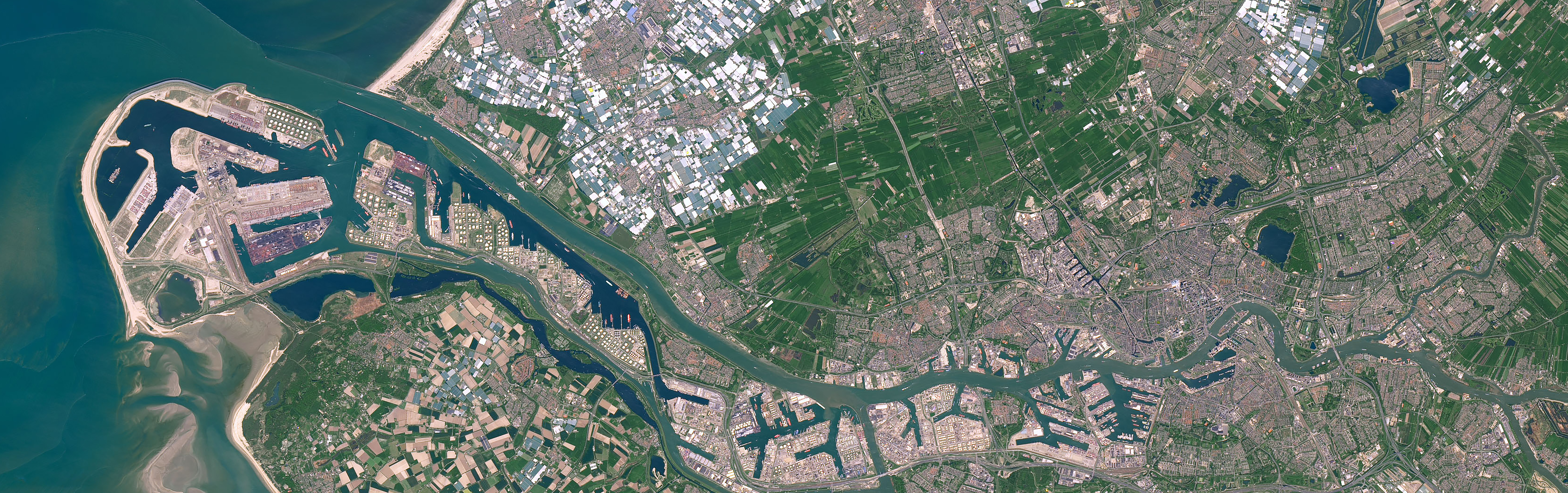
Hình ảnh vệ tinh cảng Rotterdam

Cảng Rotterdam là cảng lớn nhất châu Âu, nằm ở thành phố Rotterdam, Zuid-Holland, Hà Lan. Từ năm 1962 cho đến năm 2004 đó là cảng bận rộn nhất thế giới, nhưng đã bị cảng Thượng Hải và cảng Singapore vượt qua. Trong năm 2009, cảng Rotterdam là cảng container lớn thứ 10 của thế giới về số TEU thông qua (2008: thứ chín, 2006: thứ sáu).
Nằm trên diện tích 105 km vuông, cảng Rotterdam hiện trải dài trên một khoảng cách 40 km (25 dặm). Nó bao gồm khu cảng lịch sử trung tâm thành phố, bao gồm Delfshaven; phức hợp Maashaven / Rijnhaven / Feijenoord; các bến cảng xung quanh Nieuw-Mathenesse; Waalhaven; Vondelingenplaat; Eemhaven; Botlek; Europoort, nằm dọc theo Calandkanaal Nieuwe Waterweg và Scheur (hai địa danh sau là sự tiếp tục của Nieuwe Maas); và Maasvlakte khu vực khai hoang, đổ vào Biển Bắc.